# Sylvia Bretschneider

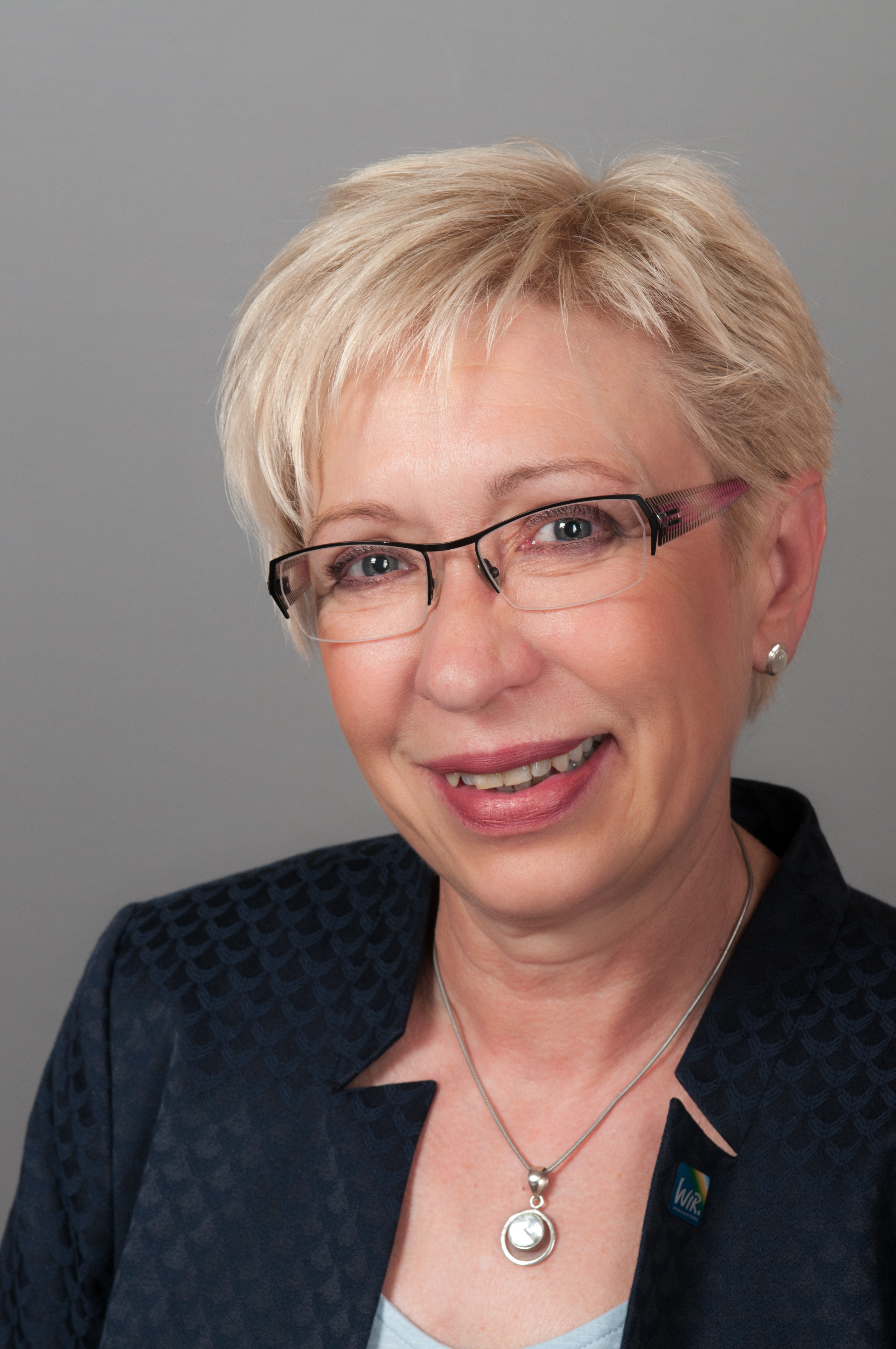
Sylvia Bretschneider (2017)

Sylvia Bretschneider (* 14. November 1960 in Waren (Müritz) als Sylvia Schefzing; † 28. April 2019 in Neubrandenburg) war eine deutsche Politikerin (SPD). Sie war ab 1994 Abgeordnete und von 2002 bis zu ihrem Tod Präsidentin des Landtags Mecklenburg-Vorpommern.

## Familie, Ausbildung und Beruf
Sylvia Bretschneider besuchte die Polytechnische und die Erweiterte Oberschule in Waren und legte 1979 ihr Abitur ab. Von 1979 bis 1983 absolvierte sie an der Sektion „Theoretische und angewandte Sprachwissenschaften“ der Universität Leipzig ein Studium, das sie als Diplomlehrerin für Englisch und Deutsch abschloss.
Von 1983 bis 1989 war sie als Lehrerin für Englisch und Deutsch tätig, danach ein Jahr als Betriebsorganisatorin im Verkehrskombinat Neubrandenburg. Von 1990 bis 1994 war sie im Schulamt Neubrandenburg beschäftigt.
Am 28. April 2019 erlag Bretschneider ihrem Krebsleiden.
Sylvia Bretschneider war verheiratet und hatte drei Kinder.

## Politik
Bretschneider war seit 1990 SPD-Mitglied und gehörte von 1991 bis 2003 dem Landesvorstand der SPD Mecklenburg-Vorpommern an. Seit 1999 war sie stellvertretende Landesvorsitzende. 1994 wurde sie erstmals in den Landtag Mecklenburg-Vorpommern gewählt und war dort von 1994 bis Oktober 2002 bildungs- und jugendpolitische Sprecherin der SPD-Fraktion. Von 1998 bis 2002 war sie stellvertretende Vorsitzende der SPD-Fraktion. Seit 2002 war sie Präsidentin des Landtages Mecklenburg-Vorpommern; zuletzt wurde sie am 4. Oktober 2016 erneut gewählt.
Am 27. September 2017 erklärte Bretschneider, ihre Amtstätigkeit wegen einer diagnostizierten Bauchspeicheldrüsenkrebs-Erkrankung vorerst ruhen zu lassen.

## Mitgliedschaften
Bretschneider gehörte zahlreichen Verbänden in Mecklenburg-Vorpommern an. Unter anderem war sie ab 2003 Vorsitzende des Tourismusverbandes Mecklenburg-Vorpommern.